# Siagrio di Autun
Siagrio di Autun, in francese Syagre d'Autun, in latino Syagrius (VI secolo – 600), è stato un vescovo franco che resse la diocesi di Autun nel corso del VI secolo. È venerato come santo dalla Chiesa cattolica.

## Biografia
Figlio del vescovo Desiderato di Verdun, che discendeva dalla gens dei Syagrii.
Nel 567 partecipò al secondo sinodo di Lione, nel 573 al quarto Concilio di Parigi, riunito dal re Gontrano, poi al primo Concilio di Mâcon nel 581 e nel 583 al terzo Concilio di Lione.
Nel 588 sostenne la candidatura di san Virgilio alla cattedra episcopale di Arles.
Nel 596 ricevette alcuni monaci, guidati da sant'Agostino di Canterbury ed inviati da papa Gregorio I in missione per convertire l'Inghilterra.
Egli ottenne dalla regina Brunechilde la costruzione ad Autun di tre edifici che ebbero successivamente un grande ruolo nella vita della città: l'Abbazia di Sant'Andochio, l'Abbazia femminile di Santa Maria e quella maschile di San Martino.
Nel 599 ricevette da papa Gregorio I il pallium con il potere d'indire concili.
Dichiarato santo alla morte, viene festeggiato il 2 settembre.